# Hoy tengo ganas de ti
Hoy tengo ganas de ti (pol. dziś chcę cię dla siebie) – latin-popowa piosenka, napisana i pierwotnie wykonywana przez hiszpańskiego artystę muzycznego Miguela Gallardo. Utwór powstał w 1975 i w tym samym roku został wydany jako pierwszy singel promujący album studyjny Gallardo zatytułowany Autorretrato. Jest to klasyczna piosenka miłosna. Kompozycja zyskała ponowną sławę w dwudziestym pierwszym wieku, gdy jej covery nagrali Ricardo Montaner oraz Alejandro Fernández i Christina Aguilera. W 2013 nowa wersja klasyku została przebojem w krajach latynoamerykańskich, umiarkowany sukces zyskała także w Stanach Zjednoczonych.

## Wersja Azúcar Moreno
W 1996 roku hiszpański duet Azúcar Moreno nagrał cover piosenki na rzecz swojego ósmego albumu studyjnego Esclava de tu piel. „Hoy tengo ganas de ti” posłużył za drugi singel promujący wydawnictwo, wydano go wraz z towarzyszącym mu wideoklipem, nakręconym w Nowym Jorku. Utwór uplasował się na piątym miejscu notowania najpopularniejszych singli w Hiszpanii (w zestawieniu krajowych hitów radiowych również jako szczytową objął pozycję #5), zajął też szóste miejsce listy przebojów w Meksyku. W 1997 piosenka znalazła się na innym albumie Azúcar Moreno – kompilacji największych przebojów duetu zatytułowanej Mucho Azúcar, Grandes éxitos.

### Pozycje na listach przebojów
| Kraj/region | Notowanie (1996)       | Wydawca    | Najwyższa pozycja |
| ----------- | ---------------------- | ---------- | ----------------- |
| Hiszpania   | Top 40 Airplay         | PROMUSICAE | 5                 |
| Hiszpania   | Top 50 Singles         | PROMUSICAE | 5                 |
| Meksyk      | Official Singles Chart | IFPI       | 6                 |

## Wersja Ricardo Montanera
Wenezuelski wokalista Ricardo Montaner nagrał własną wersję piosenki w 2007 roku, na swój kompilacyjny album Las mejores canciones del mundo, zawierający covery popularnych pieśni. Styczniem 2007 utwór wydano jako główny singel promujący krążek. Singel notowany był na listach Billboardu: na miejscu dwudziestym trzecim uplasował się w zestawieniu Hot Latin Songs, a na dziesiątym na liście Latin Pop Songs. W notowaniu przebojów singlowych Wenezueli objął pozycję szczytową na początku maja 2007. W sierpniu 2007 opublikowano teledysk do utworu. Klip, wyreżyserowany przez żonę Montanera, Marlene Rodríguez Mirandę, rozgrywa się w Nowym Jorku.

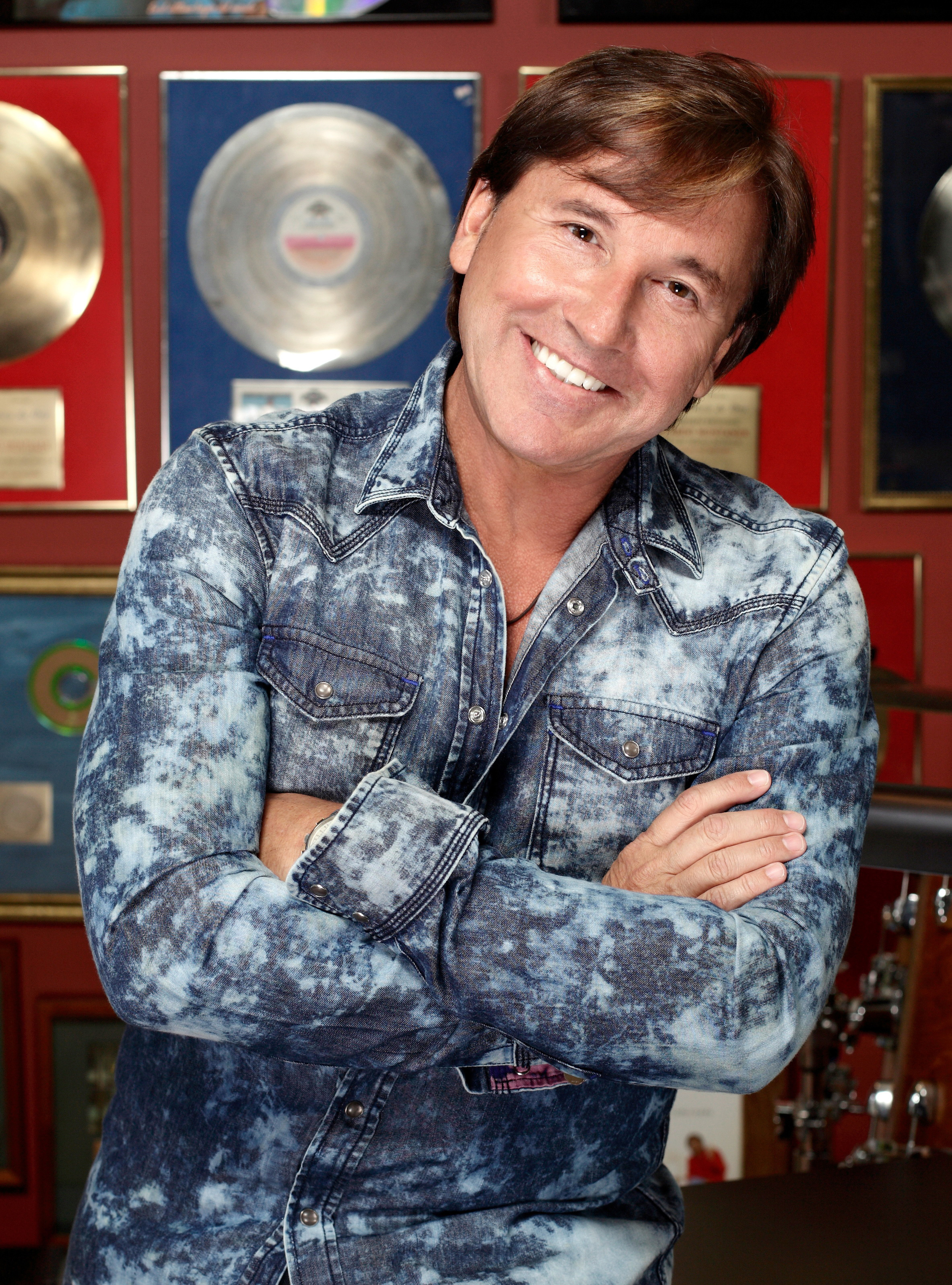
Ricardo Montaner.

### Pozycje na listach przebojów
| Kraj/region       | Notowanie (2007)       | Wydawca   | Najwyższa pozycja |
| ----------------- | ---------------------- | --------- | ----------------- |
| Stany Zjednoczone | Hot Latin Tracks       | Billboard | 23                |
| Stany Zjednoczone | Latin Pop Songs        | Billboard | 10                |
| Wenezuela         | Official Singles Chart | IFPI      | 1                 |

## Wersja Alejandro Fernandeza i Christiny Aguilery
W pierwszym kwartale 2013 roku kolejną wersję piosenki nagrali meksykański artysta Alejandro Fernández oraz amerykańska gwiazda pop Christina Aguilera. Wyprodukowany przez Phila Ramone’a utwór został wydany jako singel 10 maja 2013. „Hoy tengo ganas de ti” służył za piosenkę przewodnią dla telenoweli spółki Televisa zatytułowanej Burza (La tempestad). Był także pierwszym singlem promującym dwudziesty czwarty album studyjny Fernandeza, Confidencias (2013). W 2013 utwór został nominowany do nagrody World Music w kategorii światowa piosenka roku, a w 2014 zyskał nominację do nagrody Billboard Latin Music jako najlepsza latynoska kompozycja roku.
Ballada została przebojem w państwach latynoamerykańskich oraz poszczególnych krajach innych regionów świata. W Stanach Zjednoczonych objęła pozycję piątą wydawanego przez magazyn Billboard zestawienia Hot Latin Tracks, a w Hiszpanii debiutowała z miejsca czwartego w notowaniu PROMUSICAE Top 50 Singles. „Hoy tengo ganas de ti” zdobył szczyty list przebojów singlowych lub airplayowych w Meksyku, Wenezueli i Kolumbii. Krytycy pozytywnie ocenili utwór. Ze szczególną pochwałą spotkało się wykonanie piosenki przez Fernandeza i Aguilerę.

### Informacje o utworze
15 kwietnia 2013 roku producent telewizyjny Salvador Mejía doniósł mediom, że Fernández i Aguilera nagrali piosenkę, która posłuży za motyw muzyczny czołówki serialu La tempestad (w Polsce Burza). Producent ujawnił, że utwór jest gotowy, a także skwitował go jako „romantyczny, popularny i żywy”. Mejía potwierdził te informacje w wywiadzie dla meksykańskiej telewizji trzy dni później. Dodał, że trudno było mu nakłonić Christinę Aguilerę do pracy przy projekcie, jednak „wszyscy są zadowoleni, że wzięła w nim udział”. 8 maja 2013 piosenka wyciekła do sieci. Nazajutrz Alejandro Fernández, za pośrednictwem portalu społecznościowego twitter, wyjawił, że „Hoy tengo ganas de ti” to oficjalny singel. „To klasyczna piosenka, z mojego punktu widzenia klejnot. Jej przygotowanie zajęło sporo czasu, lecz dobra muzyka wymaga preparacji. Christina ma niesamowity głos – słodki, ale jednocześnie bardzo mocny i mający w sobie wiele emocji. Jestem bardzo szczęśliwy i dumny z rezultatu naszej współpracy” – powiedział o kompozycji oraz współpracy z Aguilerą Fernández. Dla Fernandeza nagrywanie piosenki było drugą okazją do współpracy przy utworze serialowym wraz z gwiazdą dużego formatu ze Stanów Zjednoczonych. W 2007 roku powstała kompozycja „Amor Gitano”, stworzona przez Fernandeza i wokalistkę R&B Beyoncé jako przewodni utwór telenoweli Zorro. Christina Aguilera, wypowiadając się na temat współpracy, chwaliła talent meksykańskiego piosenkarza: „Mam wiele szacunku dla jego wokalnego talentu oraz pasji i siły w jego głosie. Alejandro ma duże możliwości”. 11 maja opublikowano okładkę singla „Hoy tengo ganas de ti”; autorem zdjęcia był fotograf Mark Liddell. Fani Aguilery zauważyli podobieństwo oprawy do okładki EP-ki Justin & Christina (2003). Piosenka przynależy do gatunku latin popu oraz muzyki bolero.
27 sierpnia 2013, podczas konferencji prasowej organizowanej z okazji wydania albumu Confidencias, kierownik wytwórni Universal Music podzielił się z zebranymi dziennikarzami wspomnieniem rozmowy z Fernándezem, dotyczącej potencjalnej współpracy na jego płycie: „Zapytałem, kogo chciałby zaprosić do współpracy, a on powiedział: (...) 'Christinę Aguilerę. Ona jest najlepszą wokalistką pop swojego pokolenia, posługuje się dwoma językami, ma latynoskie korzenie i interesujące jest to, że nie śpiewała po hiszpańsku już od długiego czasu...'”. Sam Fernández wyznał, że za sprawą nagrania coveru „Hoy tengo ganas de ti” z Aguilerą udało mu się „dotrzeć do młodszych pokoleń”.

### Wydanie singla
10 maja 2013 roku singel wydano w Meksyku. W połowie maja 2013 obwieszczono, że „Hoy tengo ganas de ti” stał się natychmiastowym przebojem w krajach latynoskich, zwłaszcza w Ameryce Południowej. Utwór zajął miejsce pierwsze notowań sklepu internetowego iTunes Store w siedemnastu państwach, między innymi w Argentynie, Chile, Wenezueli, Kolumbii oraz Hiszpanii. Zaledwie siedemnaście dni po swoim wydaniu singel został odznaczony statusem złota w Meksyku, przy sprzedaży trzydziestu tysięcy kopii w samym tylko systemie cyfrowym. Do początku czerwca 2013 sprzedaż singla w tym kraju wzrosła do ponad sześćdziesięciu pięciu tysięcy egzemplarzy, co poskutkowało przyznaniem piosence statusu platyny przez organizację AMPROFON. W sierpniu 2014 sprzedaż singla sięgnęła trzystu tysięcy kopii, przez co AMPROFON wyróżnił kompozycję certyfikatem diamentowej płyty. Utwór odniósł sukces na listach przebojów. W Meksyku zdobył pierwsze miejsca list najlepiej sprzedających się singli oraz najczęściej emitowanych w radiach piosenek. Miejsce pierwsze drugiej z list okupował przez osiem tygodni z rzędu. Objął też pozycję szczytową w zestawieniu Mexican Airplay, wydawanym przez amerykański magazyn Billboard. W Wenezueli nagranie dotarło do pozycji #1 w notowaniu najpopularniejszych singli, a w Kolumbii do miejsca pierwszego notowania hitów radiowych. Piosenka zajmowała pozycje w Top 10 list przebojów w Hiszpanii, Ekwadorze, Hondurasie, Indonezji, Mauritiusie i Kostaryce, a także w Top 20 w Argentynie i Chile. W Stanach Zjednoczonych „Hoy tengo ganas de ti” notowany był na listach Billboardu Hot Latin Tracks, Latin Pop Songs i Latin Airplay, kolejno na pozycjach #5, #13 i #25. W oficjalnym zestawieniu przebojów singlowych Brazylii utwór objął odległe 103. miejsce. W drugiej połowie grudnia 2013 ogłoszono, że „Hoy tengo ganas de ti” był drugim najlepiej sprzedającym się singlem roku w Meksyku.
Poza serialem La tempestad, „Hoy tengo ganas de ti” promował dwudziesty czwarty album studyjny Fernandeza Confidencias, wydany 27 sierpnia 2013. Na krążku, oprócz duetu z Aguilerą, znalazła się alternatywna wersja piosenki, wykonywana solowo przez wokalistę (wersja ta trafiła na deluxe edition płyty).

### Opinie
Strona internetowa the-rockferry.onet.pl wyłoniła „Hoy tengo ganas de ti” jako jeden z dwudziestu najlepszych singli roku 2013.

#### Recenzje
Cover Fernandeza i Aguilery uzyskał pozytywne recenzje. Ze szczególną adoracją spotkało się wykonanie ballady przez muzyków. Dziennikarz współpracujący z witryną homorazzi.com chwalił singel. W swym omówieniu napisał: „Alejandro jest fantastycznym wokalistą, jednak staje się muzyczną ofiarą, gdy dopuszcza Christinę do swoich partii. Trzydziestodwuletnia artystka zwyczajnie go miażdży. Nawet jeśli to on potrafi bardziej związać się z tekstem utworu, spisanym w swoim ojczystym języku, Aguilera spisuje się równie dobrze, śpiewając słowami, których – jestem pewien – nie rozumie ani w ząb”. Ericka Garcia z serwisu Amazon.com uznała, że „Hoy tengo ganas de ti”, w przypadku obu wykonawców, jest „świetnym numerem”. Zdaniem Garcii, artyści „wkładają w piosenkę mnóstwo uczuciowości i energii”. Thom Jurek, w recenzji płyty Confidencias dla portalu AllMusic, wskazał „Hoy tengo ganas de ti” jako jeden z najlepszych albumowych utworów.

### Teledysk
Wideoklip do utworu kręcono w pierwszej połowie maja 2013. W czwartek, 11 lipca do informacji podano, że klip będzie miał premierę w najbliższy weekend. Premiera nastąpiła jednak 19 lipca 2013. W serwisie YouTube, na oficjalnym kanale Vevo Alejandro Fernandeza, w ciągu dwóch dni od wydania klip odtworzono ponad półtora miliona razy. Teledysk zrealizował Simón Brand, kolumbijski reżyser, który z Alejandro Fernándezem współpracował już w 2004 i 2007 roku, przy klipach do jego singli „Me dediqué a perderte” oraz „Te voy a perder”.
Akcja teledysku toczy się w zamożnej nadmorskiej willi. Bohaterami są Fernández i Aguilera, śpiewający w różnych skrzydłach posiadłości. Wideo rozpoczyna się ujęciem, w którym ubrana w suknię modelka wpada do basenu i tonie. Okazuje się, że była to ukochana bohatera granego przez Fernandeza. Wokaliści, spacerujący po rezydencji, spotykają się u podnóża eleganckich schodów i zaczynają się zmysłowo obejmować. W ostatnim kadrze Fernández niesie na rękach martwą, ociekającą wodą modelkę. Sceny retrospekcji powstały jako ujęcia czarno-białe. Brand wyznał, że postanowił nakręcić te akty w czerni i bieli, by uchwycić ich elegancję i abstrakcyjność oraz podkreślić namiętność relacji bohaterów. Aguilera, w jednym z udzielonych wywiadów, potwierdziła, iż jest poruszona wynikiem współpracy z reżyserem. Komentatorzy podsumowali teledysk jako „dojrzalszą wersję klipu do utworu 'Nobody Wants to Be Lonely'” – singla Ricky’ego Martina z 2001 roku, również nagranego we współpracy z Aguilerą. W kwietniu 2015 wideo wyróżniono specjalnym certyfikatem Vevo za przekroczenie stu milionów wyświetleń w serwisie YouTube.

### Nagrody i wyróżnienia
| Rok  | Ceremonia                    | Nagroda                             | Rezultat  |
| ---- | ---------------------------- | ----------------------------------- | --------- |
| 2013 | World Music Awards           | światowa piosenka roku              | Nominacja |
| 2014 | Lo Nuestro Awards            | teledysk roku                       | Nominacja |
| 2014 | Billboard Latin Music Awards | najlepsza latynoska kompozycja roku | Nominacja |

### Lista utworów singla
Digital download
1. „Hoy tengo ganas de ti” – 4:50

### Remiksy utworu
- Darwin Axel Remix – 4:53
- DJ Cubanito vs. Don Candiani Extended Club Mix – 6:20 (official)
- Defective Noise Club Mix – 2:54

### Pozycje na listach przebojów
| Kraj/region       | Notowanie (2013)           | Wydawca                     | Najwyższa pozycja |
| ----------------- | -------------------------- | --------------------------- | ----------------- |
| Argentyna         | Top 100 Airplay            | IFPI                        | 15                |
| Brazylia          | Top 100 Singles            | Billboard Brasil            | 103               |
| Chile             | Top 100 Singles            | Nielsen Chile/IDERE/Monitec | 13                |
| Ekwador           | Top 10 Región Centro Norte | IFPI                        | 1                 |
| Ekwador           | Top 40 Singles             | IFPI                        | 6                 |
| Hiszpania         | Spain Digital Song Sales   | Billboard                   | 2                 |
| Hiszpania         | Top 50 Airplay             | PROMUSICAE                  | 41                |
| Hiszpania         | Top 50 Singles             | PROMUSICAE                  | 4                 |
| Honduras          | Top 50 Singles             | El Tiempo                   | 2                 |
| Indonezja         | Top Digital Songs          | LIMA                        | 4                 |
| Kolumbia          | Official Airplay Chart     | IFPI                        | 1                 |
| Kostaryka         | Top 40 Airplay             | IFPI                        | 3                 |
| Mauritius         | Official Singles Chart     | IFPI                        | 3                 |
| Meksyk            | Mexican Airplay            | Billboard                   | 1                 |
| Meksyk            | Mexico Pop Espanol Airplay | Billboard                   | 1                 |
| Meksyk            | Official Airplay Chart     | IFPI                        | 1                 |
| Meksyk            | Official Singles Chart     | IFPI                        | 1                 |
| Stany Zjednoczone | Hot Latin Tracks           | Billboard                   | 5                 |
| Stany Zjednoczone | Latin Airplay              | Billboard                   | 25                |
| Stany Zjednoczone | Latin Pop Songs            | Billboard                   | 13                |
| Wenezuela         | Official Singles Chart     | Record Report/IFPI          | 1                 |

#### Listy końcoworoczne
| Kraj              | Notowanie (2013)       | Wydawca                     | Najwyższa pozycja |
| ----------------- | ---------------------- | --------------------------- | ----------------- |
| Chile             | Top 100 Singles        | Nielsen Chile/IDERE/Monitec | 92                |
| Meksyk            | Official Singles Chart | IFPI                        | 2                 |
| Stany Zjednoczone | Hot Latin Tracks       | Billboard                   | 25                |
| Stany Zjednoczone | Latin Pop Songs        | Billboard                   | 31                |

### Sprzedaż i certyfikaty
| Kraj      | Wydawca  | Certyfikat | Sprzedaż |
| --------- | -------- | ---------- | -------- |
| Meksyk    | AMPROFON | diament    | 300 000+ |
| Wenezuela | APFV     | 2x platyna | 20 000+  |

### Historia wydania
| Region    | Data         | Format           | Wytwórnia              |
| --------- | ------------ | ---------------- | ---------------------- |
| Meksyk    | 10 maja 2013 | digital download | Universal Music Latino |
| Hiszpania | 13 maja 2013 | digital download | Universal Music Latino |

### Informacje dodatkowe
- W 2001 roku Aguilera i Fernández uczestniczyli we wspólnym projekcie, współtworząc singel charytatywny „El último adiós (The Last Goodbye)”, nagrany ku pamięci zamachu terrorystycznego z 11 września '01; wokale rejestrowano jednak osobno.